# نشان برای شجاعت
نشان برای شجاعت یک جایزه اوکراینی است که در ۲۱ اوت ۱۹۹۶ توسط لئونید کوچما رئیس جمهور اوکراین تأسیس شده است. نویسنده هنرمند اوکراینی میکولا لبید . 

## جوایز رئیس جمهور اوکراین برای شجاعت
قبل از اوت ۱۹۹۶، شجاعت شخصی با جوایز رئیس جمهور اوکراین برای شجاعت تجلیل می شد: ستاره برای شجاعت و صلیب برای شجاعت در ۲۹ آوریل ۱۹۹۵. در ۲۱ آگوست ۱۹۹۶، آنها به سه طبقه نشان برای شجاعت تبدیل شدند. گیرندگان جوایز رئیس جمهور اوکراین مانند ستاره برای شجاعت و صلیب برای شجاعت برابر با گیرندگان نشان برای شجاعت به حساب می آیند و آنها را به عنوان دارندگان نشان برای شجاعت حفظ حق پوشیدن تزئین هایی که اعطا شده است اعطای ستاره برای شجاعت و صلیب برای شجاعت به دنبال اجرای نشان شجاعت متوقف شد. 
| ستاره برای شجاعت (۱۹۹۵–۱۹۹۶) | صلیب برای شجاعت(۱۹۹۵–۱۹۹۶) |
| ---------------------------- | -------------------------- |
|                              |                            |

## نشانها، ستاره ها و نوارها به ترتیب برای شجاعت
| نخستین رده | نخستین رده | دومین رده | سومین رده |
| ---------- | ---------- | --------- | --------- |
|            |            |           |           |
| نوارها     |            |           |           |
|            |            |           |           |

## جوایز
- ویکتور گورنیاک (۱۹۸۷- ۲۰۱۴) - پیشکسوت ، عکاس ، داوطلب اوکراینی که در جنگ روسیه و اوکراین کشته شد .
- الکساندر آکیموف (۱۹۵۳- ۱۹۸۶) - مهندس و سرپرست در نیروگاه هسته ای چرنوبیل که خستگی ناپذیر در مرگ او کار کرد تا خطرات ایمنی ناشی از فاجعه چرنوبیل را کاهش دهد.
- لئونید اف. توپتونوف (درگذشته ۱۴ مه ۱۹۸۶) - در اتاق کنترل در صفحه بازرسی رآکتور در لحظه انفجار ، با آکیموف؛ دوز کشنده در طی تلاش برای شروع مجدد جریان آبهای خوراکی در رآکتور دریافت کرد
- والری خدمچوک (۱۹۵۱- ۱۹۸۶) - مهندسی که شبانه روزی پمپ گردش خون در نیروگاه چرنوبیل بود و اولین قربانی فاجعه چرنوبیل بود
- یوری ا. ورشینین - (درگذشت ۲۸ ژوئیه ۱۹۸۶) - در سالن توربین در لحظه انفجار؛ در اثر آتش سوزی و تثبیت سالن توربین ، دوز مهلک (بیش از ۱۰۰۰ راد) دریافت کرد ، که در بیمارستان مسکو درگذشت
- آناتولی ۱. شاپوالوف (درگذشته ۱۹ مه ۱۹۸۶) - برق در هنگام فاجعه چرنوبیل .
- ویکتور پروسکوریاکوف (درگذشته ۱۷ مه ۱۹۸۶) - در حال حاضر در اتاق کنترل در لحظه انفجار. دوز کشنده اشعه در حالی که سعی در ورود به سالن رآکتور برای پایین آمدن دستی میله های کنترل در هنگام فاجعه چرنوبیل دریافت کرد
- والری ۱. پروروزچنکو (درگذشته ۱۳ژوئن ۱۹۸۶) - در جریان فاجعه چرنوبیل . در طی تلاش برای یافتن و نجات خدامچوک و دیگران ، دوز مهلکی از اشعه دریافت کرد و به همراه کودریاوسف و پروسکوریاکف به سالن رآکتور نزدیک شد
- اولکساندر ۵. نوویک (درگذشته ۲۶ ژوئیه ۱۹۸۶) - مهندس و بازرس تجهیزات توربین در هنگام فاجعه چرنوبیل بیش از ۱۰۰۰ راد در طول آتش سوزی و تثبیت سالن توربین دریافت کرد.